# Dikki John Martinez
Pour les articles homonymes, voir Martinez.
 (janvier 2019).
Si vous disposez d'ouvrages ou d'articles de référence ou si vous connaissez des sites web de qualité traitant du thème abordé ici, merci de compléter l'article en donnant les références utiles à sa vérifiabilité et en les liant à la section « Notes et références ».
 (janvier 2019).
Dikki John Martinez (né le 6 octobre 1991, à Quezón City) est un patineur artistique philippin. Il a obtenu le titre de champion masculin lors de l'édition 2009 du championnat national des Philippines, le titre féminin étant remporté par Mericien Venzon. Il a également remporté ce titre dans la catégorie junior de 2006 à 2008.

## Biographie

### Carrière sportive
Dikki John Martinez s'intéresse au patinage artistique en regardant avec ses parents les spectacles Disney on Ice. Il fait ses débuts dans ce sport à l'âge de 8 ans, à la patinoire du SM Southmall à Manille. Son premier entraîneur est Alberto Aguilar, qui lui permet de s'inscrire à plusieurs compétitions locales. Après avoir atteint un niveau professionnel, il est entraîné par Al Marinas. En plus des compétitions hommes, il participe à plusieurs compétitions en couple avec sa partenaire Anne Clarisse Roman.
En 2003, il participe au Skate Hong Kong at Festival Walk Glacier et gagne plusieurs médailles. En 2005, il entre dans l'équipe nationale des Philippines, et remporte avec elle l'édition 2005 du championnat par équipe d'Asie à Bangkok, ainsi que l'édition 2006 à Shenzhen. Il remporte également les éditions 2006, 2007 et 2008 du championnat national junior des Philippines.
En 2008, il gagne la deuxième place dans la catégorie junior au challenge asiatique junior de patinage artistique, qui a lieu à Bangkok, sous la supervision de l'ASU (Asian Skating Union (en)).
En 2009, il quitte les concours juniors et participe au championnat national des Philippines, qui a lieu au Mall SM d'Asie. Il refuse la même année de concourir au Nebelhorn Trophy en Allemagne et décide de se retirer des compétitions de patinage artistiques.

### Reconversion
Après son retrait des compétitions sportives, il poursuit ses études et sa carrière d’entraîneur. En 2011, il intègre l'équipe nationale d’entraîneurs des Philippines.
La même année, il prend part à l'émission de télé-réalité Stars on Ice, sur la chaîne philippine QTV11. Il fait équipe avec Lougee Basabas, le chanteur du groupe philippin Mojofly. Il tourne également dans la comédie Mamarazzi, en tant que patineur. En août 2011, il participe à la compétition Skate Asia, qui se tient à Bangkok et patine sur la musique Who Wants to Live Forever.
En 2012, il participe à la cérémonie de clôture de Skate Asia à Kuala Lumpur, ainsi qu'à la cérémonie de clôture de Skate Bandung, à Bandung, en Indonésie.
Dikki John Martinez travaille actuellement en tant que patineur sur le spectacle Disney On Ice.

### Vie personnelle
Dikki John Martinez est né à Quezón City, près de Manille. Il a par la suite déménagé à Las Pinas avec sa mère et sa grande sœur. Il a des origines espagnoles, chinoises et philippines.
Il a obtenu son baccalauréat en 2008 et une licence de management du tourisme à la Lyceum of the Philippines University, à Manille en octobre 2011.

## Programmes artistiques
| Saison    | Programme court                          | Programme libre                             |
| --------- | ---------------------------------------- | ------------------------------------------- |
| 2008-2009 | The national treasure (de John Williams) | Pirates of The caribbean (de John Williams) |
| 2009-2010 | Swing, Swing, Swing                      | Carmen (de Georges Bizet)                   |